# Rue Bernard-de-Clairvaux
La rue Bernard-de-Clairvaux est une voie située dans le 3e arrondissement de Paris, en France.

## Origine du nom

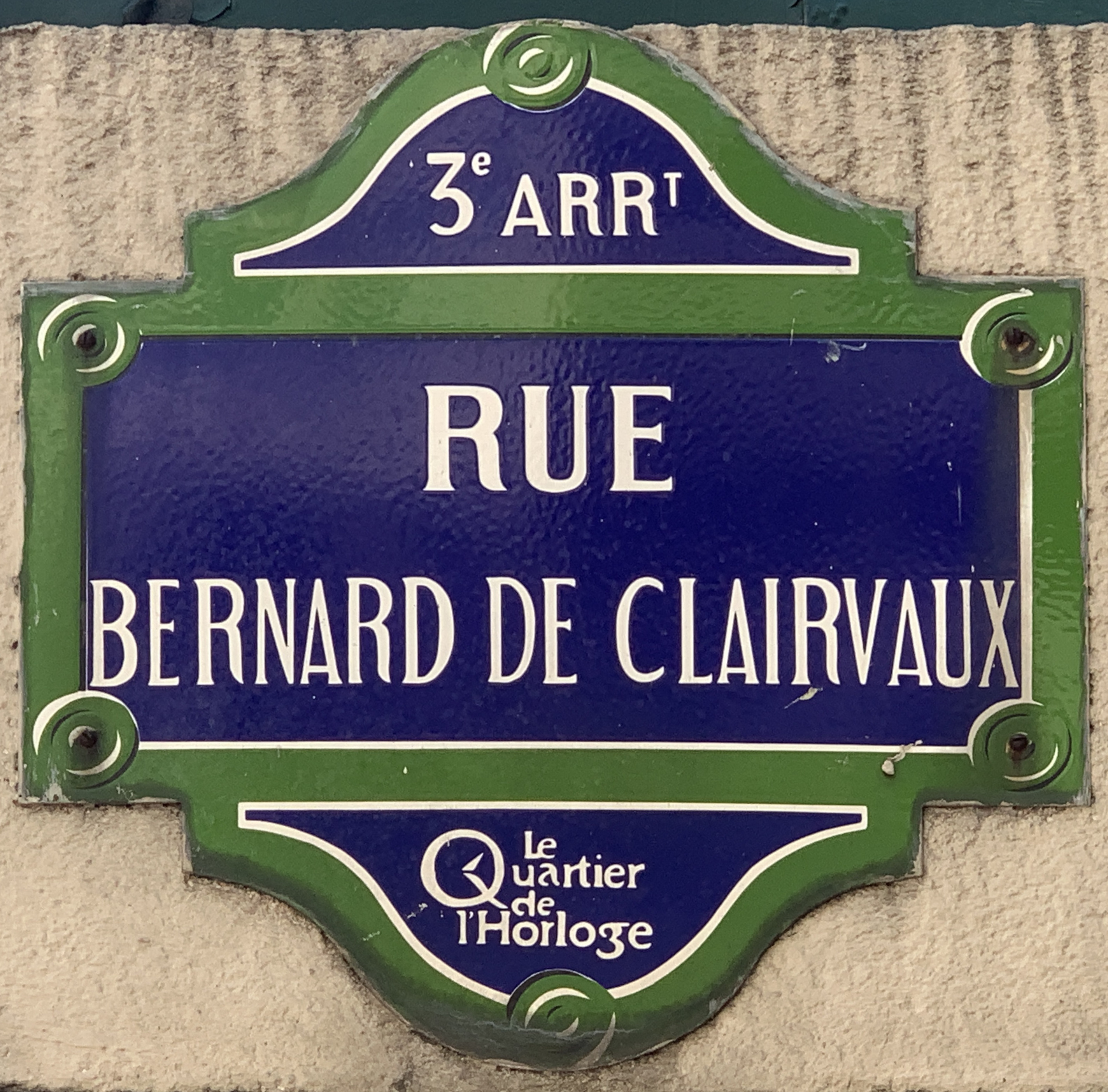
Plaque de la rue.

La voie porte le nom du moine Bernard de Clairvaux (1090-1153).

## Historique
Aux XIIIe siècle et XIVe siècle, le terrain appartenait à l’abbaye de Clairvaux.
La rue a absorbé l’«impasse de Clairvaux», la «rue du Maure» et l’«impasse de la Réunion»,.
La rue est créée dans le cadre de l’aménagement du quartier de l'Horloge, dans les années 1970.

## Pour approfondir